# 紀元前25年
紀元前25年（きげんぜん25ねん）。

## 他の紀年法
- 干支 : 丙申
- 日本
  - 垂仁天皇5年
  - 皇紀636年
- 中国
  - 前漢 : 河平4年
- 朝鮮
  - 高句麗 : 東明聖王13年
  - 新羅 : 赫居世33年
  - 檀紀2309年
- 仏滅紀元 : 519年
- ユダヤ暦 : 3736年 - 3737年

## できごと

### 古代中国
- 古代中国政府は、属国に20000巻のシルクの服と20000ポンドのシルクの糸を贈った。

### ローマ
- アウグストゥスは9度目の執政官になった。
- ポセイドーンの神殿キルクス・フラミニウスが建設された。
- ローマ帝国の首都ローマは、この頃、中国の首都長安を抜いて世界最大の都市になった。

## 誕生
- アウルス・コーネリアス・ケルスス：De Medicinaの著者（50年没）